# Fighting Man
「Fighting Man」是日本男性偶像組合NEWS第13張單曲，於2010年11月3日由傑尼斯娛樂發售。

## 概要
- 與前作「櫻花女孩」隔7個月之新曲。
- 「Fighting Man」是成員山下智久和錦戶亮的退隊前最後一張單曲。
- B面曲「Wake Up」是專輯『color』收錄曲「FLY AGAIN」的延續歌曲。
- 此單曲的發行日是成員錦戶亮的生日。
- 此單曲有2個版本，分別有「初回生產限定盤」和「通常盤」。
- 「初回生產限定盤」收錄了B面曲「不顧一切地 Cha Cha Cha」和「Wake Up」；「通常盤」收錄了B面曲「不顧一切地 Cha Cha Cha」、「Winter Moon」和「愛是簡單的咖喱飯」
- 在11月15日於Oricon公信榜單曲週榜取得第1名。

## 收錄歌曲

### 初回限定生産盤
1. Fighting Man
（作詞:zopp,真部小里、作曲：R・O・N、編曲：鈴木雅也）
2. 不顧一切地 Cha Cha Cha（ガムシャラ Cha Cha Cha）
（作詞：立田野純、作曲･編曲：Dr Hardcastle / Anderz Wrethov）
3. Wake Up
（作詞：Hacchin' Maya、作曲：ヒロイズム、編曲：Naoki-T）
4. Fighting Man (伴唱版本 with NEWS)

### 通常盤
1. Fighting Man
2. 不顧一切地 Cha Cha Cha
3. Winter Moon
（作詞：miho sumita、作曲：藤末樹、編曲：中西亮輔）
4. 愛是簡單的咖喱飯（愛はシンプルなカレーライス）
（作詞：Hacchin' Maya、作曲：Magnus Funemyr / Arvid Nordström、編曲：中西亮輔）